# Kwakrzy Konserwatywni
Trwa dyskusja nad usunięciem tego artykułu, kliknij i weź w niej udział.

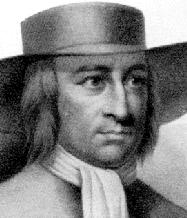
George Fox - obraz autorstwa S. Chinn

Kwakrzy Konserwatywni to jeden z trzech tradycyjnie wyróżnianych nurtów wśród Kwakrów, religijnego mistycznego ruchu w łonie chrześcijaństwa, który w XVII wieku został założony przez George'a Foxa. Ruch ten, na początku jednolity, w pełni chrześcijański i oparty na Biblii, powstały w Anglii w opozycji do Kościoła Anglikańskiego i ruchu Purytan, od początku XIX wieku przeżywał serię teologicznych sporów i rozłamów (Gurneyici, Wilburyci, Hicksyci, Beaconici). Pokłosiem tych rozłamów są obecnie wyróżniane trzy nurty kwakryzmu: Kwakrzy Liberalni, Kwakrzy Pastoralni i Kwakrzy Konserwatywni, które jednak mimo pewnych różnic w praktyce i teologii, obecnie dobrze ze sobą współpracują.

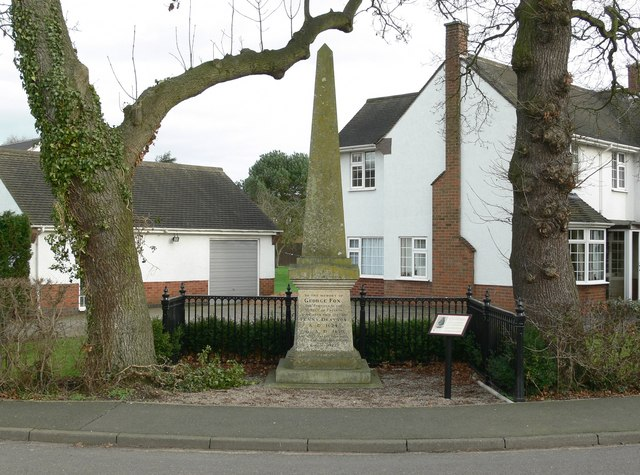
Pomnik pamięci George'a Foxa w miejscu jego urodzenia Drayton-in-the-Clay, Leicestershire

Kwakrzy Konserwatywni, zwani także czasem Konserwatywnymi Przyjaciółmi (ang. Conservative Friends), Przyjaciółmi w Chrystusie (ang. Friends in Christ), Zwykłymi Kwakrami (ang. Plain Quakers), czy też Pierwotnymi Kwakrami (ang. Primitive Friends), nawiązują bardzo mocno do początków ruchu Kwakrów i nauk założyciela tego ruchu George'a Foxa, czyli tzw. Wczesnych Kwakrów (ang. Early Quakers).

## Praktyka i teologia Kwakrów Konserwatywnych

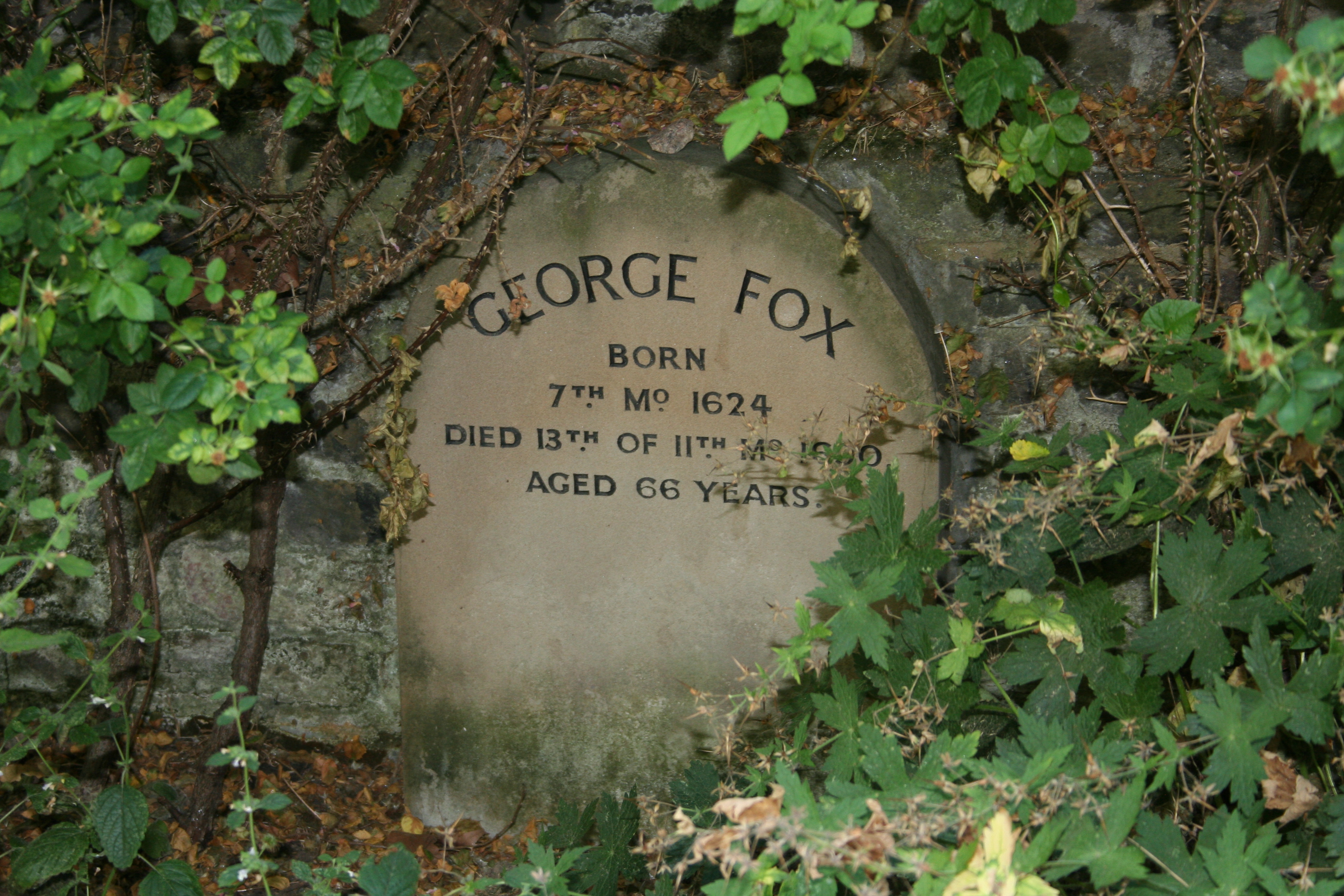
Symboliczny grób George'a Foxa na Bunhill Fields, Londyn, UK.

Kwakrzy Konserwatywni nie mają duchownych, a ich spotkania mają charakter nieprogramowany (ang. unprogrammed meeting). Spotkanie Kwakrów Konserwatywnych wygląda zazwyczaj następująco: najpierw wspólne milczenie (ang. worship in silence), po którym wszyscy sobie dziękują podając sobie ręce, następnie osoby, które przybyły po raz pierwszy na spotkanie są proszone o przedstawienie siebie i opowiedzenie, jaka droga przywiodła ich do Kwakrów, dalej jest czas na dzielenie się swoimi przemyśleniami i doświadczeniami duchowymi oraz czytanie fragmentów z Biblii lub innych książek religijnych. Spotkanie kończy się wspólnym posiłkiem (wspólny obiad lub kawa, herbata i ciastka), po którym następują rozmowy indywidualne między uczestnikami spotkania.
Kwakrzy Konserwatywni są mistycznymi chrześcijanami, Jezus jest dla nich centralną postacią w ich życiu religijnym, odwołują się do Biblii, chociaż na pierwszym miejscu, w przeciwieństwie do protestantów stawiają nie Biblię, ale osobiste doświadczenie kontaktu z Bogiem. Biblia nie jest dla nich Słowem Bożym, bo to właśnie Jezus jest Słowem Bożym, Biblia jest tylko i aż historycznym zbiorem opowieści ludzi natchnionych przez Boga, które przez stulecia podlegało zmianom, korektom i różnym redakcjom, co zbliża ich do współczesnego stanowiska krytyki biblijnej.
Jedna z wypowiedzi George'a Foxa, zapisanych przez jego późniejszą żonę, Margareth Fell, najlepiej świadczy o podejściu Kwakrów do Biblii, polegającym na tym, że na pierwszym miejscu zawsze stawiali osobiste doświadczenie kontaktu z Bogiem, a dopiero na drugim miejscu czytanie Biblii:
"Powiesz, że Chrystus mówi tak, a apostołowie mówią tak, ale co ty możesz powiedzieć {ze swojego osobistego doświadczenia} (przyp. tłumacza) ? Czy jesteś dzieckiem Światłości i czy chodziłeś w Światłości, i czy to, co mówisz, pochodzi z głębi Boga?" (ang. "You will say Christ saith this and the apostles say this, but what canst thou say? Art thou a child of the Light and hast thou walked in the Light, and what thou speakest, is it inwardly from God ?")

## Kwakrzy Konserwatywni na świecie
Największe zgromadzenie Kwakrów Konserwatywnych na świecie znajduje się w Ohio, USA (Ohio Yearly Meeting). Małe grupy Kwakrów Konserwatywnych spotykają się w Europie w Wielkiej Brytanii: Bromley Quaker Meeting w Londynie, Bunhill Fields Meeting w Londynie, Ripley Quaker Meeting (Anglia), Goshen Meeting w Scone (Szkocja).

## Kwakrzy Konserwatywni w Polsce
Od 2013 roku w Polsce istnieje grupa Kwakrów Konserwatywnych, która spotyka się co piątek w Toruniu.

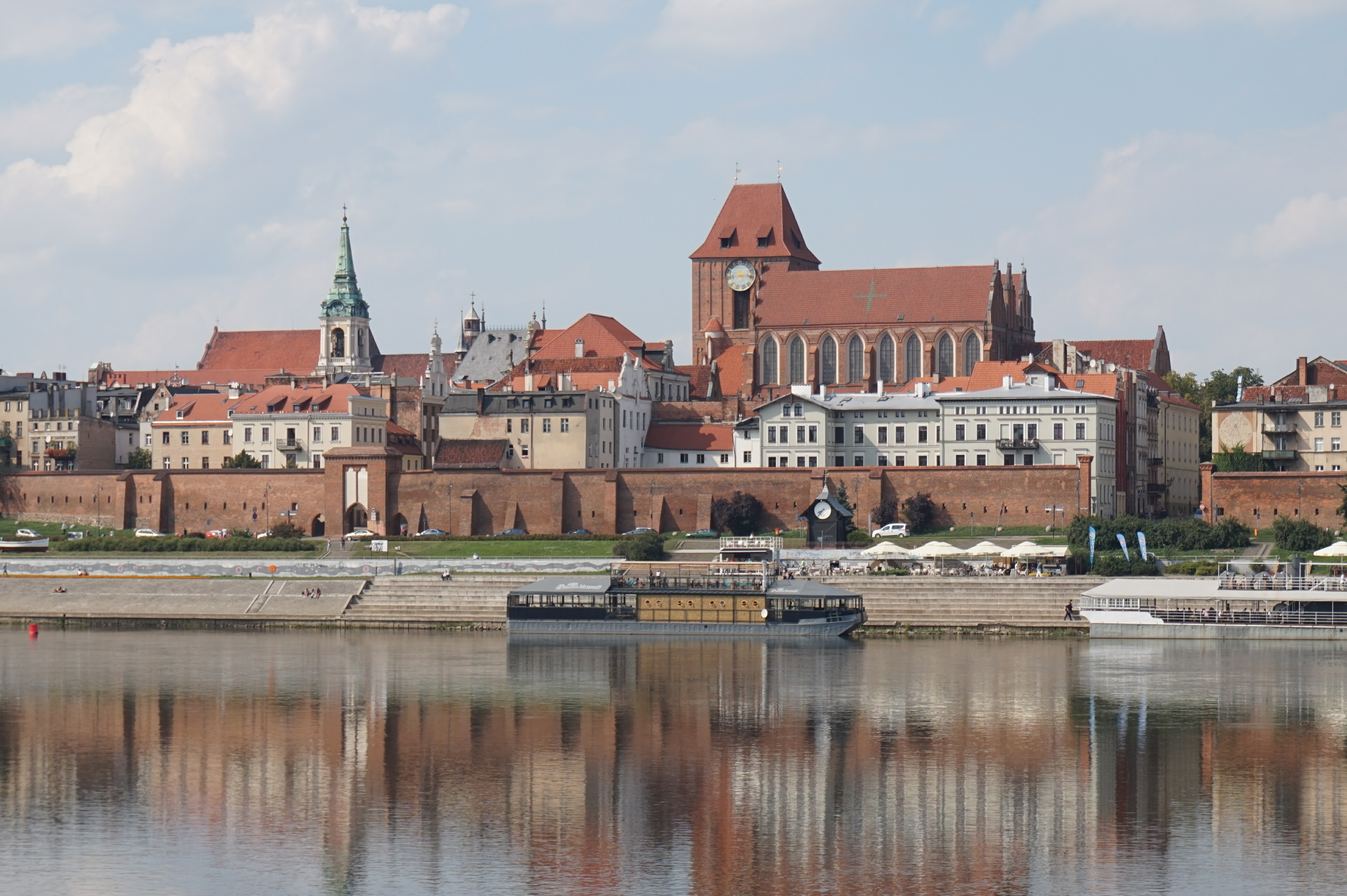
Panorama Torunia od strony Wisły (Bulwar Filadelfijski w roku 2016, przed przebudową)

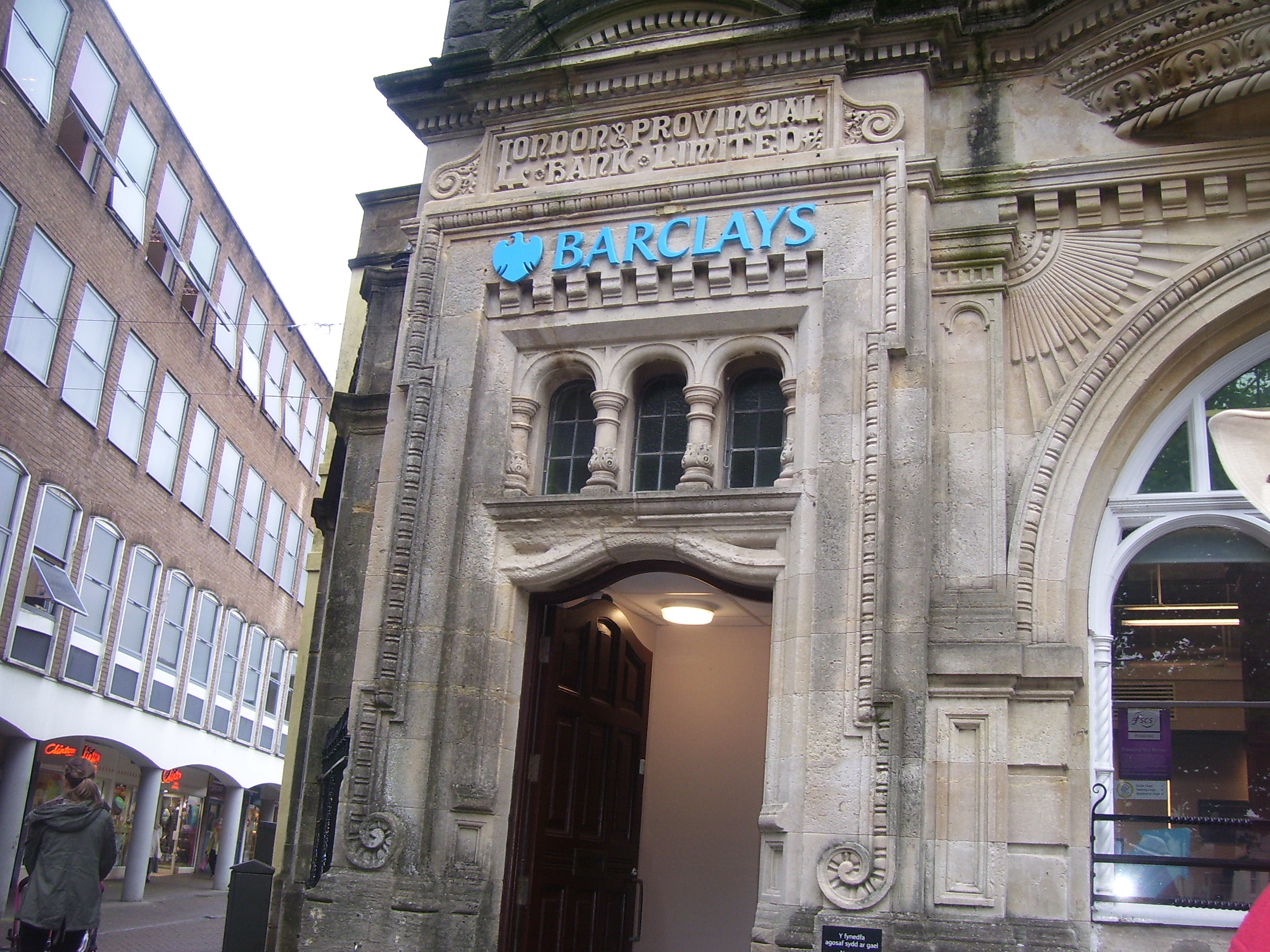
Placówka Barclays Bank w zabytkowym budynku w mieście Carmarthen, Walia, UK

## Znani kwakrzy w historii od XVII do XX wieku

### Bankowość po Kwakiersku - Barclays Bank
Jedna z dwóch największych sieci bankowych w Wielkiej Brytanii, Barclays Bank, założona w 1690 roku przez dwóch złotników z Lombard Street 45 w Londynie Johna Freame i jego szwagra Thomasa Goulda, do których dołączył potem James Barclay, zięć Johna Freame, została założona przez Kwakrów. Wszyscy trzech wymienieni panowie byli praktykującymi Kwakrami, jak również większość późniejszych udziałowców banku w XIX wieku to byli Kwakrzy.

### Bankowość po Kwakiersku - Lloyds Bank
Założycielem i współudziałowcem drugiej z dwóch największych sieci bankowych w Wielkiej Brytanii, Lloyds Bank, założonej w roku 1765, także był Kwakier Sampson Lloyd II.

### Bankowość po Kwakiersku - Gurney's Bank
Gurney's Bank został założony w roku 1775 przez braci Johna i Henry'ego Gurney, pochodzących z bogatej i słynącej z uczciwości rodziny Kwakrów z Norwich, w XIX wieku w Wielkiej Brytanii mówiono nawet "stać się bogatym jak Gurney" (ang. became as rich as the Gurneys). Z tej rodziny pochodziła również, słynna działaczka społeczna i Kwakierka, Elisabeth Fry. W roku 1896 Gurney's Bank, zarządzany przez potomków, niestety już nie tak kompetentnych jak założyciele, został wchłonięty przez Barclays Bank, również założony przez Kwakrów.

### Czekolada po Kwakiersku - Cadbury

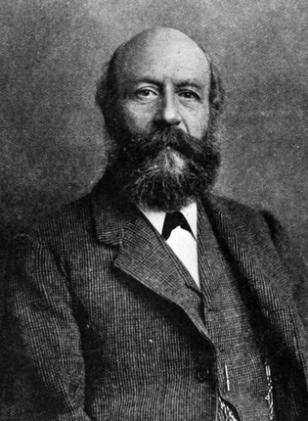
John Cadbury (1801-1889)

Założycielem i właścicielem fabryki czekolady Cadbury w Birmingham był John Cadbury (1801 – 1889), Kwakier, przedsiębiorca, działacz społeczny, filantrop . John Cadbury był liderem wielu zgromadzeń kwakierskich (ang. Quaker Meeting) i całe swoje życie poświęcił na realizację idei kwakierskich w praktyce. Jako właściciel najpierw od 1824 sklepu z czekoladą, a od 1831 fabryki czekolady, zbudował w Bournville (obecnie dzielnica Birmingham) modelowe miasteczko dla swoich pracowników, gdzie było dużo ogrodów, dobre warunki mieszkaniowe i panowała prohibicja. Mając świadomość ilu ludzi umiera z powodu nadużywania alkoholu, promował picie czekolady zamiast spożywania napojów alkoholowych. Działał również aktywnie na rzecz poprawy warunków pracy dla ubogich, szczególnie dzieci, budowy szpitali, ośrodków dla niewidomych, prohibicji, pokoju, praw zwierząt. Był wieloletnim działaczem i członkiem zarządu Przymierza na rzecz Zjednoczonego Królestwa (ang. United Kingdom Alliance) stowarzyszenia promującego powstrzymywanie się od nadużywania napojów alkoholowych, także założonego przez Kwakrów. 
Udzielał się również w Towarzystwie Przyjaciół Zwierząt (ang. Animal's Friend Society), organizacji przeciwdziałającej okrucieństwu wobec zwierząt oraz w Towarzystwie na rzecz Pokoju (ang. Peace Society) wśród którego założycieli było również wielu Kwakrów.

### "Wojna" po Kwakiersku - Działo Kwakrów

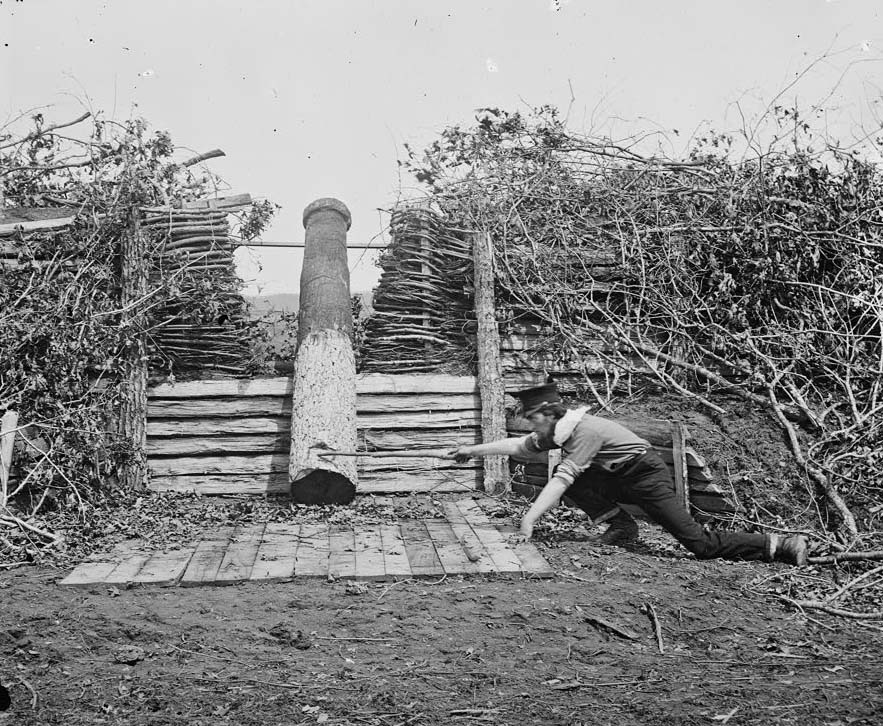
Atrapa działa czy tzw. "Działo Kwakierskie" na stanowisku Konfederatów podczas Wojny Secesyjnej

Działo Kwakrów (ang. Quaker gun), czyli działo, które "nigdy nie strzela i nie czyni nikomu krzywdy", nazwane tak z uwagi na pacyfistyczne podejście Kwakrów, jest to taktyka stosowana podczas wojen w XVIII i XIX wieku, polegająca na umieszczaniu na stanowisku ogniowym kłody drewna, która zwykle pomalowana na czarno, miała przypominać z daleka prawdziwe działo i wprowadzać przeciwnika w błąd, zniechęcając go do ataku, opóźniając jego atak lub zmuszając do poddania.

### Informatyka po Kwakiersku - Hugh McGregor Ross
Jednym z pionierów komputeryzacji w Wielkiej Brytanii był Hugh McGregor Ross (1917 – 2014), który urodził się w rodzinie kwakierskiej, podobno jako potomek George'a Foxa w dziewiątej generacji. Do historii informatyki przeszedł jako współtwórca kodów ASCII wraz z Bobem Bemerem, które pierwotnie nosiły nazwę Kodu Bemera - Rossa, a także uczestniczył w tworzeniu standardu ISO 646, ISO 6937 i ISO/IEC 10646. Jako aktywny Kwakier był również autorem dwóch książek o George'u Foxie: "George Fox - chrześcijański mistyk (ang. George Fox — a Christian Mystic)" i "George Fox - mówi sam za siebie (ang. George Fox Speaks for Himself)". Prywatnie jego pasją było również popularyzacja i badanie "Ewangelii wg. Tomasza", zwanej "piątą ewangelią", o której napisał aż pięć książek, niestety nie przetłumaczonych na język polski.    